# Сомедоно-Мару
Сомедоно-Мару (Somedono Maru) — транспортне судно, яке під час Другої світової війни взяло участь у операціях японських збройних сил на Філіппінах, в Індонезії та на Соломонових островах.

## Передвоєнна історія
Вантажо-пасажирське судно Сомедоно-Мару спорудили в 1933 році на верфі Mitsubishi Zosensho на замовлення компанії Tatsuuma Kisen.
6 жовтня 1941-го судно реквізували для потреб Імперської армії Японії та призначили для перевезення військ.

## Дії на Філіппінах та в Індонезії
18 грудня Сомедоно-Мару разом зі ще 27 транспортами вийшло з військово-морської бази Мако на Пескадорських островах (південна частина Тайванської протоки) і попрямувало до затоки Лінгаєн на острові Лусон. Ці сили були другим ешелоном потужного транспортного угруповання, котре перевозило на Філіппіни армію вторгнення. 24 грудня ешелон досягнув затоки та почав висадку військ.
21 січня 1942-го Сомедоно-Мару та ще 18 транспортів вийшли з Японії маючи на борту 2-гу піхотну дивізію. 26 січня вони прибули до Мако, а потім рушили в розташовану на в'єтнамському узбережжі бухту Камрань, де збирались сили для вторгнення на острів Ява. 18 лютого Сомедоно-Мару вирушило з Камрані у складі конвою із 55 транспортів. 28 лютого Сомедоно-Мару та ще 29 інших суден почали висадку військ у Мераку (порт на заході Яви біля північного входу до Зондської протоки). Через якийсь час на Сомедоно-Мару передали 246 полонених, підібраних японцями з води після перемоги в битві у Яванському морі. Судно доставило їх у розташовану неподалік затоку Бантам та передало до берегових місць утримання.

## Конвой на Соломонові острови
Наприкінці 1942-го японське командування вирішило доправити на Гуадалканал, де вже чотири місяці йшли важкі бої, 6-ту піхотну дивізію Імперської армії Японії. Для цього в окупованому китайському Шанхаї сформували конвой №35, котрий складався із розділених на три групи 11 транспортів. Сомедоно-Мару потрапив у групу С, котра вийшла з Шанхаю 25 грудня. До середини січня 1943-го конвой дістався острова Трук — головної передової бази японського флоту у східній частині Каролінських островів, звідки провадились операції та здійснювалось постачання гарнізонів в архіпелазі Бісмарка та на Соломонових островах. 19 січня група С полишила Трук та попрямувала на південний схід. 20 січня підводний човен Silversides випустив п'ять торпед по групі С, якими потопив два із чотирьох суден — Мейу-Мару та Сурабая-Мару. У відповідності до Theodore Roscoe «United States submarine operations in World War II», тоді ж загинуло і Сомедоно-Мару.
Водночас, за іншою версією Сомедоно-Мару все-таки досягло Соломонових островів. У цьому варіанті судно 19 лютого 1943-го знаходилось в порту Буін на півдні острова Бугенвіль (саме сюди, у прикриту островами Шортленд якірну стоянку Шортленд прибули в кінці січня групи А та В конвою). Цього дня Буїн атакували та піддали сильному бомбардуванню літаки В-17 «Літаюча фортеця». Як наслідок, Сомедоно-Мару затонуло, а разом з ним загинули 26 членів екіпажу та 2 пасажири.